# 동해시의 행정 구역
동해시의 행정 구역은 10개동 235통 1,272반으로 구성되어 있다. 동해시의 면적은 180.17km2이며, 인구는 2012년 3월 31일을 기준으로 94,457명, 39,024 세대이다.

## 행정 구역
| 행정동 | 한자   | 인구   | 세대   | 면적   | 행정 지도 |
| ------ | ------ | ------ | ------ | ------ | --------- |
| 천곡동 | 泉谷洞 | 28,248 | 11,175 | 10.39  |           |
| 송정동 | 松亭洞 | 5,216  | 2,400  | 5.27   |           |
| 북삼동 | 北三洞 | 20,888 | 7,730  | 16.60  |           |
| 부곡동 | 釜谷洞 | 6,973  | 2,984  | 5.08   |           |
| 동호동 | 東湖洞 | 5,155  | 2,289  | 2.87   |           |
| 발한동 | 發翰洞 | 5,092  | 2,448  | 1.15   |           |
| 묵호동 | 墨湖洞 | 4,595  | 2,204  | 3.35   |           |
| 북평동 | 北坪洞 | 10,525 | 4,263  | 19.31  |           |
| 망상동 | 望祥洞 | 3,845  | 1,838  | 25.79  |           |
| 삼화동 | 三和洞 | 3,920  | 1,693  | 90.36  |           |
| 합계   | 東海市 | 94,457 | 39,024 | 180.17 |           |

- 면적은 2011년 통계연보, 인구는 2012년 3월 31일 기준

## 설명
| 행정동명 | 설명                                               | 법정동명           | 설명 | 1980년 이전               |
| -------- | -------------------------------------------------- | ------------------ | --- | ------------------------- |
| 천곡동   | 1980년 개소, 1994년 현 위치로 이전                 | 천곡동(泉谷洞)     | 천곡동(泉谷洞)은 초록봉이 동쪽으로 내려오면서 바다까지 이어진 줄기를 따라 형성되어 있는데 크게는 항골, 묘골, 덕골의 3개의 골짜기로 형성되어 있다. 여기에 찬물내기 마을이 합하여져, 천곡동 을 이루었다. 이에 따라 삼척군 도하면(道下面)에 속했다가 1916년에 冷泉, 項谷, 德谷, 苗谷을 합하여 천곡리라 하여 북삼면에 속하게 되었다. 천곡동이라는 명칭은 속지명 샘실이 있어 이것을 한자의 훈을 이용하여 표기한 泉谷(천곡)에서 유래한 것으로 추정된다. | 삼척군 (현 삼척시) 북평읍 |
| 천곡동   | 1980년 개소, 1994년 현 위치로 이전                 | 평릉동(平陵洞)     | 평릉동은 일찍이 신라 소지 마립간 9년(487)에 역(驛)이 설치되었고 조선조 때에도 평릉역(平陵驛)이 있었던 곳이다. 1842년 이래 삼척군 도하면(道下面)에 속해 있다가 1908년(융희 2)에 바닷가 쪽의 해평(海平)을 하평(下平), 안쪽의 평릉을 상평(上平)으로 분리했다 가, 1914년 행정구역 통폐합때 이 두곳을 합하여 평릉리라 하여 북삼면에 편입되었다. | 삼척군 (현 삼척시) 북평읍 |
| 송정동   | 1980년 개소, 1985년 현 위치로 이전                 | 송정동(松亭洞)     | | 삼척군 (현 삼척시) 북평읍 |
| 북삼동   | 1980년 동회동에 개소, 1987년 효가동 현 위치로 이전 | 〃                 | | 삼척군 (현 삼척시) 북평읍 |
| 북삼동   | 1980년 동회동에 개소, 1987년 효가동 현 위치로 이전 | 용정동(龍井洞)     | 감추(甘湫)의 남쪽에 위치한 용추(龍湫)와 안산(案山)인 구미동의 산봉우리에서 용마(龍馬)가 나왔다고 하여 용장(龍場)이라 했는데 이것이 와전되어 용정(龍井)으로 전하며 현재 서측 일부는 북삼동에 그외 지역은 송정동에 편입되어 있다. | 삼척군 (현 삼척시) 북평읍 |
| 북삼동   | 1980년 동회동에 개소, 1987년 효가동 현 위치로 이전 | 지흥동(智興洞)     | 지양사(智陽寺)라는 절이 있어 지양곡(智陽谷)이라 했는데 이것이 음이 변하여 쟁골로 불리면서 한자로는 쟁곡(爭谷) 또는 쟁골(爭骨)로 표기되어 오다 현재에 이르러 지흥(智興)이 되었다. | 삼척군 (현 삼척시) 북평읍 |
| 북삼동   | 1980년 동회동에 개소, 1987년 효가동 현 위치로 이전 | 효가동(孝街洞)     | 당시 효자 김겸(金謙)이 자기 손가락을 잘라 모친의 병을 고쳤다고 하여 선조때 삼척부사 허목(許穆)이 그의 효성을 기리기 위해 효가(孝街)라고 명명 한데서 유래되었다. | 삼척군 (현 삼척시) 북평읍 |
| 북삼동   | 1980년 동회동에 개소, 1987년 효가동 현 위치로 이전 | 동회동(桐淮洞)     | 동회리(桐淮)라는 이름은 마을 가운데로 흐르는 내에 오동나무 다리가 있어서 淮水桐泉에서 유래한 것이라 하기도 하고, ‘桐’자에 회암(淮菴)이란 호를 가진 김흥려라는 사람의 호를 따서 동회라 했다고 하기도 한다. | 삼척군 (현 삼척시) 북평읍 |
| 북삼동   | 1980년 동회동에 개소, 1987년 효가동 현 위치로 이전 | 나안동(羅雁洞)     | 처음에는 쇄운리(灑雲里)에 속해 있었는데 큰 홍수로 전천의 물길이 마을을 둘로 갈라 놓았으며 마을의 지형이 기러기가 평평한 모래에 앉은 형국인 평사낙안형(平沙落雁形)으로 생겨 낙안(落雁)이라 했던것에서 유래되었다. | 삼척군 (현 삼척시) 북평읍 |
| 북삼동   | 1980년 동회동에 개소, 1987년 효가동 현 위치로 이전 | 쇄운동(灑雲洞)     | 과거 초분(草紛)으로 불리다가 한자표기 과정에서 초운(草雲), 쇄운(鎖雲), 생운(生雲)으로 쓰여지던 것을 미화시켜 오늘날 쇄운(灑雲)으로 적게 되었다. | 삼척군 (현 삼척시) 북평읍 |
| 북평동   | 1980년 개소, 1998년 이원동과 합동                  | 북평동(北坪洞)     | 조선 인조 9년(1631)에 삼척부사 이준(李埈)이 전천을 경계로 북쪽은 북평리(北坪里), 남쪽은 박곡리(璞谷里)로 정한 데서 비롯한다. 북평이라 한 것은 삼척부에서 북쪽에 있는 「들」이라 하여 「뒷드루」로 부르는 것을 한자로 옮긴 것으로 전한다. | 삼척군 (현 삼척시) 북평읍 |
| 북평동   | 1980년 개소, 1998년 이원동과 합동                  | 구호동(九湖洞)     | 유래는 분명치 않으나 흔히 마을 동쪽 해안에 굴바우(窟岩)가 있어 窟岩(굴암) 또는 굴아라고 불리어 왔는 데 후에 龜湖가 되고 1914년에는 九湖로 쓰기 시작했다고 한다. | 삼척군 (현 삼척시) 북평읍 |
| 북평동   | 1980년 개소, 1998년 이원동과 합동                  | 구미동(九美洞)     | 조선 순조때 홍건기가 붙인 이름이라고 전하는데, 현재의 전천이 옛날 단봉리에서 구미리 남쪽에서 북쪽으로 흘러갔는데 물 구비진 곳에 마을이 있다하여 구비(曲)가 변하여 九美가 된 것이라는 설과, 구미마을이 예전에 거붑마실이라고 불리어 왔던것에 비추어 龜山(구산) 혹은 龜尾(구미)로 적어오던것을 龜尾 대신에 음이 같은 九美로 고쳐 적은 것이라는 설이 있다.                                                                                           | 삼척군 (현 삼척시) 북평읍 |
| 북평동   | 1980년 개소, 1998년 이원동과 합동                  | 추암동(湫岩洞)     | 추암이라는 지명은 용추(龍湫)에 기이한 바위가 있으므로 湫岩이라 한 것이다. 용추는 능파대(조선 세조때 한명회가 명명)의 옛이름인데 바위들이 신선과 같은 경관을 자아내는 곳이다. 지금은 분단의 아픔을 느낄수 있는 해안 경계용 철조망이 둘러 처져서 민간은 접근이 어려운 곳이다. 이곳 추암은 특히 촛대바위와 동해일출로 유명할 뿐만 아니라 지역 문화재인 해암정이 있는 곳으로 꼭 한번 방문해 볼 만한 곳이다.                                           | 삼척군 (현 삼척시) 북평읍 |
| 북평동   | 1980년 개소, 1998년 이원동과 합동                  | 대구동(大口洞)     | 예전에 전평(前坪) 또는 도계방(道溪坊)이라 했던 곳으로 마을이 큰 언덕위에 있다 하여 대고전(大皐田) 또는 고전(高田)이라고도 했다. 한자 지명 대고전(大皐田)은 속지명 대구밭을 옮겨 적은 젓으로 추정되며 大口田 혹은 大龜田으로 표기되다가 1914년 행정구역 개편때 大口里로 정착되었다. | 삼척군 (현 삼척시) 북평읍 |
| 북평동   | 1980년 개소, 1998년 이원동과 합동                  | 내동(內洞)         | 예전에 內谷이라 했는데, 이것은 산 안쪽에 있는 골짜기라는 데에서 붙인 지명이다. 마을은 산으로 둘러 싸여 있고 동쪽의 마을 입구만 터져 있어 배의 형국을 하고 있다. 이에 따라 천석꾼이 될 수는 있으나, 배가 차면 가라앉듯이 만석꾼은 되기 어렵다는 풍수설이 있다. | 삼척군 (현 삼척시) 북평읍 |
| 북평동   | 1980년 개소, 1998년 이원동과 합동                  | 호현동(虎峴洞)     | 호현이라는 이름은 마을 북쪽에 범아고개가 있어 이것의 한자 지명인 호현(虎峴) 또는 호현산(虎峴山)에서 유래한 것으로, 예전에는 견박(見朴)이라는 명칭으로 호현동을 지칭하기도 하였다. | 삼척군 (현 삼척시) 북평읍 |
| 북평동   | 1980년 개소, 1998년 이원동과 합동                  | 단봉동(丹鳳洞)     | 단봉은 1914년 봉정, 옹기점, 단실을 합하여 단봉이라 하였는데 단실의 한자지명 단곡(丹谷)과 봉정(鳳亭)의 앞자를 따서 붙인 지명이다. 봉정은 옹기정(甕器亭), 봉구정(鳳邱亭), 봉미정(鳳尾亭) 등으로 불렸는데, 이들은 모두 마을의 형세가 봉황새처럼 생겼다는 데에서 유래한 것이다. | 삼척군 (현 삼척시) 북평읍 |
| 북평동   | 1980년 개소, 1998년 이원동과 합동                  | 지가동(池柯洞)     | 지가동은 1914년 지상(池上)과 가원(柯原)을 합하여 지가라 하였다. 지상은 지상제언(池上堤堰)의 위쪽에 있어 지상이라 했는데 이 곳에 池香寺가 있었던 데에서 지향(池香)이라고도 했다. 한편 가원은 나무가 많은 것과 관련하여 그 유래를 말하나 취할 바가 못된다. 오히려 허목의 『척주지』에도 나타나듯이 조선조 중엽 이전에 축조되었던 것으로 판단되는 못(池)과 관련하여 지명 유래를 살펴봄이 타당하다 할 것이다.                                         | 삼척군 (현 삼척시) 북평읍 |
| 북평동   | 1980년 개소, 1998년 이원동과 합동                  | 이도동(梨島洞)     | 1916년 梨洞과 島內를 합하여 성립된 동리이다. 梨洞은 삼척군 견박면의 지역으로 속지명 「배꼴」에 해당되며, 舟谷(주곡) 또는 梨谷(이곡)으로 표기되다가 1909년에는 한때 利洞으로 적기도 하였다. 한편 島內는 삼척군 도상면에 속했으며 속지명 「섬안」에 해당된다. 전천의 수로가 마을을 남북으로 나눠 수로 북쪽은 섬안, 남쪽은 배꼴이라 하였다. | 삼척군 (현 삼척시) 북평읍 |
| 북평동   | 1980년 개소, 1998년 이원동과 합동                  | 귀운동(歸雲洞)     | 귀운은 예전에 龜雲(구운)이라 적었는데 그 유래는 확실치 않다. 일설에는 이 곳에 구름이 끼면 남쪽에 있는 삼척시 미로면으로 돌아간다고 하여 생긴 이름이라 하나 이는 글자 그대로 풀이한 것으로 보인다. 한편 귀운골은 속지명 「구룬골」또는 「구룽골」임을 감안해 볼 때 물이 굴러 흐르는 계곡이라는 뜻에서 유래한 것일수 있다. | 삼척군 (현 삼척시) 북평읍 |
| 삼화동   | 1980년 개소, 1998년 삼흥동과 합동                  | 삼화동(三和洞)     | | 삼척군 (현 삼척시) 북평읍 |
| 삼화동   | 1980년 개소, 1998년 삼흥동과 합동                  | 이기동(耳基洞)     | | 삼척군 (현 삼척시) 북평읍 |
| 삼화동   | 1980년 개소, 1998년 삼흥동과 합동                  | 이로동(泥老洞)     | | 삼척군 (현 삼척시) 북평읍 |
| 삼화동   | 1980년 개소, 1998년 삼흥동과 합동                  | 신흥동(新興洞)     | | 삼척군 (현 삼척시) 북평읍 |
| 삼화동   | 1980년 개소, 1998년 삼흥동과 합동                  | 비천동(飛川洞)     | | 삼척군 (현 삼척시) 북평읍 |
| 삼화동   | 1980년 개소, 1998년 삼흥동과 합동                  | 달방동(達芳洞)     | | 삼척군 (현 삼척시) 북평읍 |
| 부곡동   | 1980년 개소, 1991년 현 위치로 이전                 | 부곡동(釜谷洞)     | 자연부락은 부곡동(釜谷洞)과 승지동(承旨洞)이 있으며, 1910년경 감일(甘逸), 승지골(承旨谷), 석장(石墻)의 세마을을 합한 것이고, 부곡(釜谷)이라는 지명은 솥을 엎어놓은 모양의 명당이 있어 붙은 것이라는 설이 있다. | 명주군 (현 강릉시) 묵호읍 |
| 동호동   | 1980년 개소                                        | 발한동(發翰洞)     | 청주 한씨(韓氏)가 개척했다고 하여 동네 이름을 발한(發韓)이라 했는데, 그 후 한씨 후손들이 마을 이름에 성을 사용한다는 것은 좋은 일이 못된다고 해서 한(韓)자를 한(翰)자로 고쳐 발한(發翰)이라 하였다고 한다. | 명주군 (현 강릉시) 묵호읍 |
| 발한동   | 1980년 개소, 1998년 향로동과 합동                  | 발한동(發翰洞)     | 청주 한씨(韓氏)가 개척했다고 하여 동네 이름을 발한(發韓)이라 했는데, 그 후 한씨 후손들이 마을 이름에 성을 사용한다는 것은 좋은 일이 못된다고 해서 한(韓)자를 한(翰)자로 고쳐 발한(發翰)이라 하였다고 한다. | 명주군 (현 강릉시) 묵호읍 |
| 망상동   | 1980년 개소, 1998년 사문동과 합동                  | 〃                 | 청주 한씨(韓氏)가 개척했다고 하여 동네 이름을 발한(發韓)이라 했는데, 그 후 한씨 후손들이 마을 이름에 성을 사용한다는 것은 좋은 일이 못된다고 해서 한(韓)자를 한(翰)자로 고쳐 발한(發翰)이라 하였다고 한다. | 명주군 (현 강릉시) 묵호읍 |
| 망상동   | 1980년 개소, 1998년 사문동과 합동                  | 망상동(望祥洞)     | | 명주군 (현 강릉시) 묵호읍 |
| 망상동   | 1980년 개소, 1998년 사문동과 합동                  | 심곡동(深谷洞)     | | 명주군 (현 강릉시) 묵호읍 |
| 망상동   | 1980년 개소, 1998년 사문동과 합동                  | 초구동(草邱洞)     | | 명주군 (현 강릉시) 묵호읍 |
| 망상동   | 1980년 개소, 1998년 사문동과 합동                  | 괴란동(槐蘭洞)     | | 명주군 (현 강릉시) 묵호읍 |
| 망상동   | 1980년 개소, 1998년 사문동과 합동                  | 만우동(晩遇洞)     | | 명주군 (현 강릉시) 묵호읍 |
| 묵호동   | 1980년 개소, 1998년 어달동과 합동                  | 묵호진동(墨湖津洞) | | 명주군 (현 강릉시) 묵호읍 |
| 묵호동   | 1980년 개소, 1998년 어달동과 합동                  | 어달동(於達洞)     | | 명주군 (현 강릉시) 묵호읍 |
| 묵호동   | 1980년 개소, 1998년 어달동과 합동                  | 대진동(大津洞)     | 큰 나루가 있으므로 한나루·한날·대진(大津), 또는 갯가의 불(모래사장) 옆이므로 개태미라고도 하였다. | 명주군 (현 강릉시) 묵호읍 |